# 哈尔姆斯塔德大学
哈尔姆斯塔德大学是一所位于瑞典哈尔姆斯塔德的公立大学。

## 历史
1983年建立于哈尔姆斯塔德。现任校长是华人物理学家斯蒂芬·黄。

## 学院
大学有以下四所学院:
- 商业、工程与科学学院
- 卫生与健康学院
- 教育、人类与社会科学学院
- 信息技术学院